# Rhypotoses barlowi
Rhypotoses barlowi är en fjärilsart som beskrevs av Holloway 1999. Rhypotoses barlowi ingår i släktet Rhypotoses och familjen tofsspinnare. Inga underarter finns listade.